# Siguranță fuzibilă

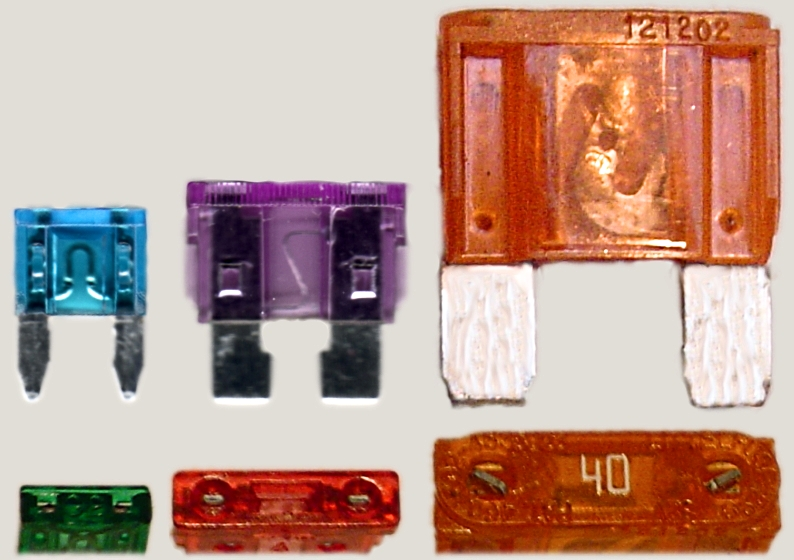
Siguranţe fuzibile folosite la automobile

Siguranța fuzibilă este un aparat de protecție care întrerupe circuitul în care este conectat, când curentul electric depășește un anumit timp o valoare dată, prin topirea unuia sau mai multor elemente fuzibile.
Siguranțele fuzibile se grupează în doua clase de funcționare, care definesc domeniul de curent pe care îl pot întrerupe:
- clasa de funcționare g (siguranțe de uz general) cuprinde siguranțele ale căror elemente de înlocuire rezistă la acțiunea curenților mai mici sau egali cu curentul lor nominal;
- clasa de funcționare a (siguranțe asociate) cuprinde siguranțele ale căror elemente de înlocuire rezistă la acțiunea curenților mai mici sau egali cu curentul lor nominal și pot întrerupe în condiții precise toți curenții de la un anumit multiplu al curentului nominal până la capacitatea lor nominală de rupere.

## Istoric
Breguet a recomandat utilizarea conductorilor cu secțiune redusă pentru a proteja stațiile telegrafice de loviturile de fulger; prin topire, firele mai mici ar proteja aparatul și cablurile din interiorul clădirii. O varietate de elemente fuzibile din sârmă sau folie au fost folosite pentru a proteja cablurile telegrafice și instalațiile de iluminat încă din 1864.
O siguranță a fost brevetată de Thomas Edison în 1890 ca parte a sistemului său de distribuție electrică.